# Боттини, Лоренцо Просперо
Лоренцо Просперо Боттини (итал. Lorenzo Prospero Bottini; 2 марта 1737, Лукка, Республика Лукка — 11 августа 1818, Рим, Папская область) — итальянский куриальный кардинал. Секретарь Священной Конгрегации Священной Консульты с 1 октября 1808 по 1 октября 1817. Кардинал in pectore с 8 марта 1816 по 1 октября 1817. Кардинал-дьякон с 1 октября 1817, с титулярной диаконией Сант-Адриано-аль-Форо с 15 ноября 1817 по 11 августа 1818.